# DOC (ファイルフォーマット)
DOC ファイルフォーマットは、本来は「ドキュメント」の略であるが、今日では Microsoft Word のドキュメントのフォーマットを指す。

## 概要
拡張子の「.doc」は今日では多くの場合Microsoft Wordで扱うファイルを指す。しかし本来「（拡張子） .doc」は「document」（文書）の略であり、MS-DOS時代には、「拡張子 .txt」と同様に、主にテキスト形式で書かれた説明書に広く使用された。
このためマイクロソフトが同社の独自フォーマットであるMicrosoft Wordのファイルの拡張子を「.doc」とした事には、当時批判があったが、Microsoft Wordが広く普及したため、現在では主に「Microsoft Wordのファイルフォーマットの拡張子」とみなされるようになった。
Microsoft Word の doc ファイル フォーマットはバイナリ型のフォーマットで、今日のフォーマットは Microsoft Word 97 を基にしたもので、Microsoft Word 97 以前のものとは異なっている。Microsoft Word 2003 までの標準のファイル フォーマットとなっていたが、Microsoft Office Word 2007 から Office Open XML Document (.docx) が標準のファイル フォーマットとなった。
Microsoft Word のdoc ファイル フォーマットは今日、Microsoft Office Word に限らず、多くのワープロソフトで使用されている。

## Microsoft Word バイナリファイル形式
バイナリ形式のDOCファイルは、他のRTFやHTMLと比べると書式情報やスクリプト、Undoなどの情報を豊富に保持するが、他アプリでの再現性では劣るところがある。
DOCファイル形式はMicrosoft Wordのバージョンにより違いがある。Word 97以前のフォーマットとWord 97 - 2003のバイナリファイル形式は異なっている。
Microsoft Word 2007以後では、標準のファイル形式はバイナリファイル形式からOffice Open XMLファイル形式に替わったが、Wordは以前のバージョンのDOCファイル形式も生成することが出来る。

### アプリケーションによるサポート
DOCファイル形式はMicrosoft Word固有の物であるが、その他のワードプロセッサーソフトである、OpenOffice.org Writer、IBM Lotus Symphony、Apple Pages、AbiWordなどでもDOC形式の読み書きは可能である。しかしながら互換性には制約もある。
Unix系オペレーティングシステムのコマンドラインによるプログラムでは、DOC形式をプレーンテキスト形式に変換できるwvライブラリがあり、AbiWordで使われている。

### 仕様
DOC形式の仕様は長年にわたって非公開であったため、DOCの読み書きが可能とするワードプロセッサ製品でも情報の取扱いが不完全なために書式情報が損なわれるケースが多かった。
Office 97のバイナリファイル形式については、1997年に制限付きのライセンスで公開されたが、1999年にはダウンロードが取り止められている。以後のバージョンのファイル形式は非公開になり、2006年からはRANDライセンスにより2008年2月まで公開された。サン・マイクロシステムズとOpenOffice.orgはファイル形式に対しリバースエンジニアリングを行っている。
マイクロソフトは2008年6月にOpen Specification Promise によりDOC形式の仕様を公開したが、仕様は全ての機能を網羅した物ではなく、現在もなおリバースエンジニアリングの必要性は残っている。